# Александру Мусі
Александру Мусі (рум. Alexandru Musi; нар. 17 липня 2004, Бухарест) — румунський футболіст, півзахисник клубу ФКСБ та молодіжної збірної Румунії.
Виступав також за клуб «Петролул».

## Клубна кар'єра
Народився 17 липня 2004 року в місті Бухарест. Вихованець юнацьких команд футбольних клубів «Валенсія» та ФКСБ.
У дорослому футболі дебютував 2021 року виступами за команду ФКСБ, в якій провів два сезони, взявши участь у 7 матчах чемпіонату. 
Згодом з 2023 по 2024 рік грав на правах оренди у складі команд КСМ Політехніка та «Петролул».
До складу клубу ФКСБ повернувся 2024 року. Станом на 2 грудня 2024 року відіграв за бухарестську команду 24 матчі в національному чемпіонаті.

## Виступи за збірні
У 2021 році дебютував у складі юнацької збірної Румунії (U-18), загалом на юнацькому рівні взяв участь у 18 іграх, відзначившись одним забитим голом.
З 2023 року залучався до складу молодіжної збірної Румунії. На молодіжному рівні зіграв у 2 офіційних матчах.

## Титули і досягнення
ФКСБ
- Володар Суперкубка Румунії (1): 2024
- Чемпіон Румунії (1): 2024-25